# Thorée-les-Pins
Thorée-les-Pins là một xã trong tỉnh Sarthe ở tây bắc nước Pháp. Xã này nằm ở khu vực có độ cao từ 23-87 mét trên mực nước biển.